# Hermann Gottlieb Dohms
Hermann Gottlieb Dohms (Sapiranga, 3 de novembro de 1887 — São Leopoldo, 4 de dezembro de 1956) foi um pastor luterano, teólogo e professor brasileiro.
Era filho de Paul Julius Rudolf Dohms e Marie Lydia Micus, pastores e professores em Sapiranga. Após ser alfabetizado na escola da família, em 1897 foi enviado à Alemanha para estudar. Jamais reviu o pai que faleceu de enfarte em 1900.
Sua formação educacional foi quase que exclusivamente na Alemanha. De 1898 a 1907 estudou em Gütersloh, onde eram abrigados filhos de missionários que atuavam no além-mar. Ao concluir o segundo grau decidira pelo estudo de Teologia.
Estando sob influência do Pietismo, tinha reservas diante da teologia acadêmica, evitou as universidades alemãs e inscreveu-se na Escola de Pregadores de Basileia, onde estabeleceu contato com a teologia acadêmica e descobriu a teologia de Friedrich Schleiermacher (1768-1834).
Em 1908 muda-se para Leipzig, em 1909 em Halle an der Saale, onde estuda Teologia Sistemática e Filosofia. Ao concluir os estudos, leciona em Gütersloh. Em fins de 1911 passa a frequentar o Seminário de Pregadores em Soest, onde amadureceu seu plano de atuação futura no Brasil.
Em 1913, prestou o segundo exame teológico e retornou ao Brasil no início de 1914, tendo sido ordenado pastor em Sapiranga, por Wilhelm Rotermund, então presidente do Sínodo Riograndense. Foi designado para assumir o pastorado em Cachoeira do Sul.
A partir de 1914 começou a trabalhar pela autonomia do Sínodo Riograndense em relação à Igreja Evangélica na Alemanha, buscando autonomia financeira e jurídica, e a transformação do Sínodo em Igreja.
Buscou a formação de um sistema educacional do Sínodo, fortalecendo as escolas comunitárias, fundando o Instituto Pré-Teológico e o Ginásio Teuto-Brasileiro (hoje Colégio Sinodal em São Leopoldo, também buscou fundar uma Escola de Teologia, o que só aconteceu em 1946 e da qual foi reitor.
Em 1935 foi eleito presidente do Sínodo. Com a Segunda Guerra Mundial suas atividade de pastor sofreram severas restrições. Após o final da guerra, tentou reunir as igrejas dos diferentes estados do Brasil, destas tratativas surgiu, em 1949, a Federação Sinodal, que poucos anos depois adotaria o nome de Igreja Evangélica de Confissão Luterana no Brasil, da qual foi o primeiro presidente.
O Colégio Pastor Dohms em Porto Alegre foi assim nomeado em sua homenagem.